# Aspirin
Aspirin, hay acetylsalicylic acid (ASA), (acetosal) là một dẫn xuất của acid salicylic, thuộc nhóm thuốc chống viêm non-steroid; có tác dụng giảm đau, hạ sốt, chống viêm; nó còn có tác dụng chống kết tập tiểu cầu, khi dùng liều thấp kéo dài có thể phòng ngừa đau tim và hình thành cục nghẽn trong mạch máu.
Trẻ em dưới 12 tuổi không nên dùng Aspirin, bị cho là có thể gây ra hội chứng Reye, nếu không có toa bác sĩ.

## Lịch sử

### Acetyl salicylic acid
Các dẫn xuất của acid salicylic đã được sử dụng làm thuốc từ thời cổ xưa. Trong thời kỳ hiện đại, một nhà hoá học người Pháp Charles Frederic Gerhardt, là người đầu tiên tìm ra vào năm 1853 và sau đó đặt tên là aspirin (năm 1899). Trong quá trình tổng hợp và nghiên cứu đặc tính của các acid anhydride khác nhau, ông đã trộn acetyl chloride với dung dịch muối natri salicylat. Một phản ứng hóa học mạnh đã xảy ra sau đó và kết quả thu được một chất kết tinh. Gerhardt gọi chất thu được là "salicylic-acetic anhydride" (wasserfreie Salicylsäure-Essigsäure). Khi Gerhardt thử hòa tan chất rắn này vào dung dịch natri carbonate loãng, nó ngay lập tức bị phân huỷ thành muối natri salicylat và acid acetic. Sự khám phá ra aspirin ("salicylic-acetic anhydride") là một trong nhiều phản ứng hóa học mà Gerhardt công bố trong một tài liệu về anhydrid, và sau đó ông không tiếp tục nghiên cứu nữa.
6 năm sau, vào năm 1859, von Gilm đã thu được acetylsalicylic acid nguyên chất (ông gọi là "acetylirte Salicylsäure", acetylated salicylic acid) từ phản ứng giữa salicylic acid với acetyl chloride. Năm 1869 Schröder, Prinzhorn và Kraut đã làm lại thí nghiệm của Gerhardt (từ natri salicylate) và von Gilm (từ salicylic acid) và kết luận rằng, cả hai phản ứng này đều cho cùng một chất đó là acetylsalicylic acid. Họ là những người đầu tiên tìm ra cấu trúc chính xác của nó với một gốc acetyl nối vào nhân phenolic oxygen.
Năm 1897, Felix Hoffmann, một nhà hóa học thuộc hãng thuốc Bayer, cũng thu được acetylsalicylic acid từ phản ứng của salicylic acid và acetic anhydride; về bản chất thì không khác so với thí nghiệm của Gilm và Kraut nhưng điểm khác là đã thay thế acetyl chloride bằng acetic anhydride. Sự tổng hợp này cơ bản đáp ứng được yêu cầu của Bayer trong việc tìm ra aspirin. Theo thông báo của Bayer, Hoffmann đã tạo ra một số công thức và đưa cho cha mình, người đang chịu các cơn đau do viêm khớp và không chịu được tác dụng phụ của salicylic acid. Mãi về sau, vào năm 1949, một nhà nghiên cứu khác của Bayer là Arthur Eichengrün, khi ấy đã 81 tuổi, "đã khẳng định rằng, chính ông đã hướng dẫn Hoffmann tổng hợp acetylsalicylic acid và không được biết mục đích của công việc này". Năm 2000, Walter Sneader thuộc Đại học Strathclyde ở Glasgow đã kiểm chứng lại trường hợp này và khẳng định "Arthur Eichengrün đã nói sự thật khi viết rằng acetylsalicylic acid đã được tổng hợp dưới sự chỉ huy của ông và thuốc này đã được công bố năm 1899 mà không có tham gia của ông". Axel Helmstaedter, Tổng thư ký Hội Lịch sử Dược quốc tế (The International Society for the History of Pharmacy), sau đó đã đặt câu hỏi về tính mới trong khám phá của Sneader, và ghi chú chi tiết một số bài báo gần đây thảo luận về tranh chấp giữa Hoffmann và Eichengrün. Bayer đã phản đối Sneader trong một thông cáo báo chí rằng, theo hồ sơ lưu trữ, Hoffmann và Eichengrün có vị trí ngang bằng nhau, và Eichengrün không phải là cấp trên của Hoffmann. Hoffmann đã được ghi tên bản quyền ở Hoa Kỳ như một nhà phát minh, điều mà Sneader đã không đề cập đến. Eichengrün đã rời Bayer vào năm 1908, và đã rất nhiều cơ hội đòi hỏi sự ưu thế, nhưng ông ta đã không làm điều đó kể từ trước năm 1949; ông ta đã không đòi hỏi chũng như nhận bất cứ khoản lợi nhuận nào từ việc báo aspirin. Sự tranh luận này không làm lu mờ sự thực lịch sử về aspirin, nguồn gốc của nó không phải là vấn đề về công nghiệp dược phẩm mà là về nghiên cứu mang tính học thuật. Thật ra, aspirin nguyên chất đã được von Gilm và nhóm Kraut tổng hợp ra trước Hoffmann rất lâu, nhưng Bayer vẫn cứ khẳng định "Acetylsalicylic acid nguyên chất và bền vững, thành phần dược chất của Aspirin®, đã được tiến sĩ Felix Hoffmann một nhà hóa học trẻ làm việc tại Bayer hóa tổng hợp ra lần đầu tiên năm 1897."
Mãi đến những năm 1970 cơ chế tác dụng của aspirin và các thuốc NSAID khác mới được biết rõ ràng.

### Aspirin
Tên hiệu Aspirin là do công ty Bayer của Đức đặt cho. Tên "aspirin" được tổ thành từ các chữ: a- (từ acetylirte, nghĩa là gốc acetyl); -spir- (từ cây Spiraea – cây mơ trân châu ); và -in (hậu tiết tố thường dùng đặt tên thuốc ở thời đó). Vào ngày 3/6 năm 1899, Bayer đã đăng ký bản quyền tên Aspirin như một nhãn hiệu hàng hóa và tháng 7/1899 bắt đầu quảng cáo aspirin. Lúc đầu nó được bán ở dạng thuốc bột và đã nhanh thu được thành công, vào năm 1914, Bayer bắt đầu giới thiệu sản phẩm aspirin dạng viên nén.

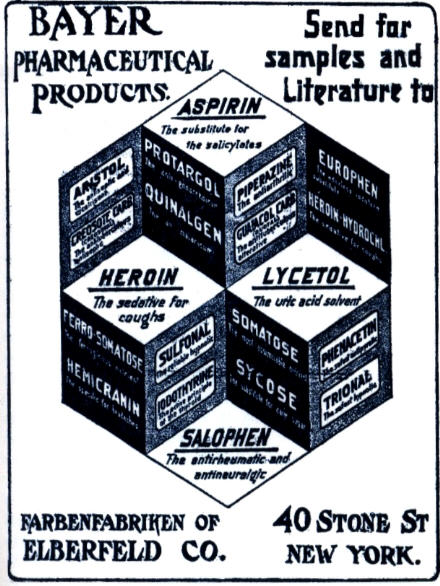
Quảng cáo cho Aspirin, Heroin, Lycetol, Salophen

Mặc dù Bayer đã đăng ký thương hiệu cho Aspirin từ năm 1899, nhưng Cơ quan cấp sở hữu trí tuệ của Đức (Deutsches Patent- und Markenamt) đã từ chối cấp bằng sáng chế thuốc cho Bayer do cả sản phẩm và dây chuyền sản xuất đều rất lạ thường. Năm 1905, Bayer đã kiện Chemische Fabrik von Heyden ở Anh Quốc do vi phạm bản quyền aspirin năm 1900. Hayden tuyên bố rằng, nếu xét theo thời gian thì công việc của Kraut đã làm cho sáng chế của Bayer chẳng có giá trị gì. Bayer thì tranh luận rằng họ là người đầu tiên tổng hợp được aspirin tinh chất. Toà án đã đồng ý với Hayden và không công nhận sáng chế của Bayer. Một cuộc chiến tương tự cũng xảy ra ở toà lưu động Hoa Kỳ tại Chicago năm 1909, tuy nhiên, ở Hoa Kỳ, sáng chế của Bayer đã được bảo vệ. Điều này đã tạo nên lợi thế tại Hoa Kỳ nơi mà aspirin đắt gấp 3 lần ở Canada, và gấp 10 lần ở châu Âu, dẫn đến bùng nổ nạn buôn lậu aspirin khiến Bayer không thể ngăn chặn được.
Sau Thế chiến thứ nhất, Bayer đã mất quyền bảo hộ nhãn hiệu đối với aspirin ở rất nhiều nước bởi vì các nước đồng minh đã tịch thu và bán lại các tài sản nước ngoài của công ty này. Quyền bảo hộ nhãn hiệu aspirin tại Hoa Kỳ (cùng tất cả các nhãn hàng khác của Bayer) được công ty thuốc Sterling mua lại từ chính phủ Hoa Kỳ vào năm 1918. Thậm chí ngay cả trước khi bằng sáng chế hết hiệu lực vào năm 1917, thì Bayer cũng không thể ngăn cản các đối thủ cạnh tranh sao chép công thức và sử dụng tên khác. Hơn nữa, trong nền kinh tế thị trường sôi động, thì cộng đồng khó chấp nhận việc aspirin chỉ được sản xuất ở một nhà máy, do đó năm 1921, Billings Learned Hand đề ra quy tắc mang tính bước ngoặt coi "aspirin" là một tên hiệu dùng chung. Năm 1994, Bayer đã thu hồi được Sterling, nhưng điều đó cũng không phục hồi được tên thương hiệu tại Mỹ. Nhiều quốc gia khác như Canada và một số nước châu Âu vẫn coi aspirin là một nhãn hiệu được bảo hộ. Ở một vài quốc gia, tên Aspirin được sử dụng như một tên chung cho các thuốc thay vì sử dụng tên thương phẩm của từng công ty.

## Tổng hợp
Sự tổng hợp aspirin được xếp vào dạng phản ứng ester hóa, ở đó nhóm alcohol từ salicylic acid phản ứng với acid derivative (acetic anhydride) để tạo nên một ester. Aspirin trong công nghiệp dược được tổng hợp với một quy trình gồm 2 công đoạn. Đầu tiên phenol (chiết xuất từ nhựa than đá) được xử lý bằng một ba-zơ natri để tạo ra natri phenolat, sau đó đem phản ứng với carbon dioxide dưới nhiệt độ và áp suất cao để sinh ra salicylat, rồi đem acid hóa để chosalicylic acid. Quy trình này được gọi là phản ứng Kolbe-Schmitt.

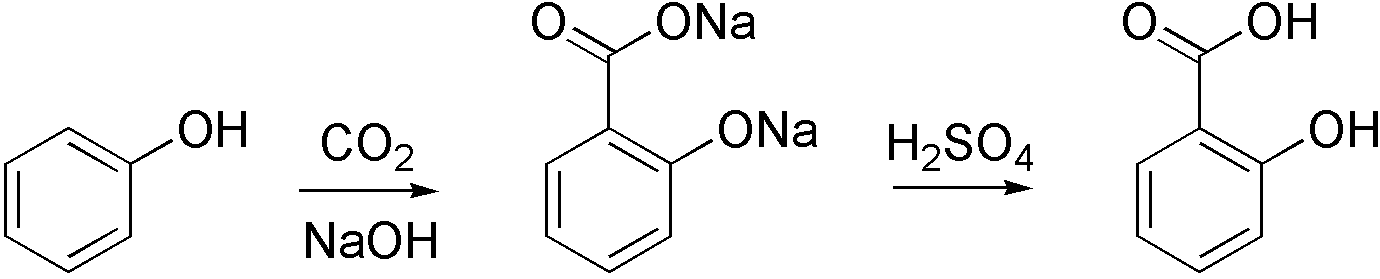
Quy trình Kolbe-Schmitt

Salicylic acid được acetyl hóa bằng acetic anhydride để cho aspirin và acetic acid như một sản phẩm phụ. Tuy nhiên phương pháp này cho năng suất kém do sự khó khăn trong việc tách chiết ra khỏi nước. Một phương pháp tách chiết cho năng suất cao hơn là acid hóa bởi acid phosphoric và đun nóng các chất phản ứng ngược dòng nước rong một bồn nước sôi trong thời gian khoảng 40 đến 60 phút.
Sự tổng hợp đầu tiên aspirin từ salicylic acid liên quan đến acetyl hóa bằng acetyl chloride. Sản phẩm phụ từ quá trình này là acid hydrochloric, là một chất có hại cho môi trường. Như mô tả ở trên, sau này người ta đã tìm thấy acetic anhydride là chất để acetyl hóa tốt hơn, với sản phẩm phụ sinh ra là acid acetic không có các đặc tính có hại như acid hydrochloric và còn có thể được tái sử dụng. Phương pháp này cũng được tiến hành trong các phòng thí nghiệm thực tập của sinh viên.

Sơ đồ tổng hợp Aspirin

Aspirin cô đặc thường có mùi giống như giấm, bởi vì aspirin có thể tự phân tách thành acid salicylic và acid acetic. Hằng số phân ly acid ([[pKa]]) của acid acetylsalicylic là 3.5 tại 25 °C.:

## Cơ chế tác dụng

Sự phân tách Acetylsalicylic acid

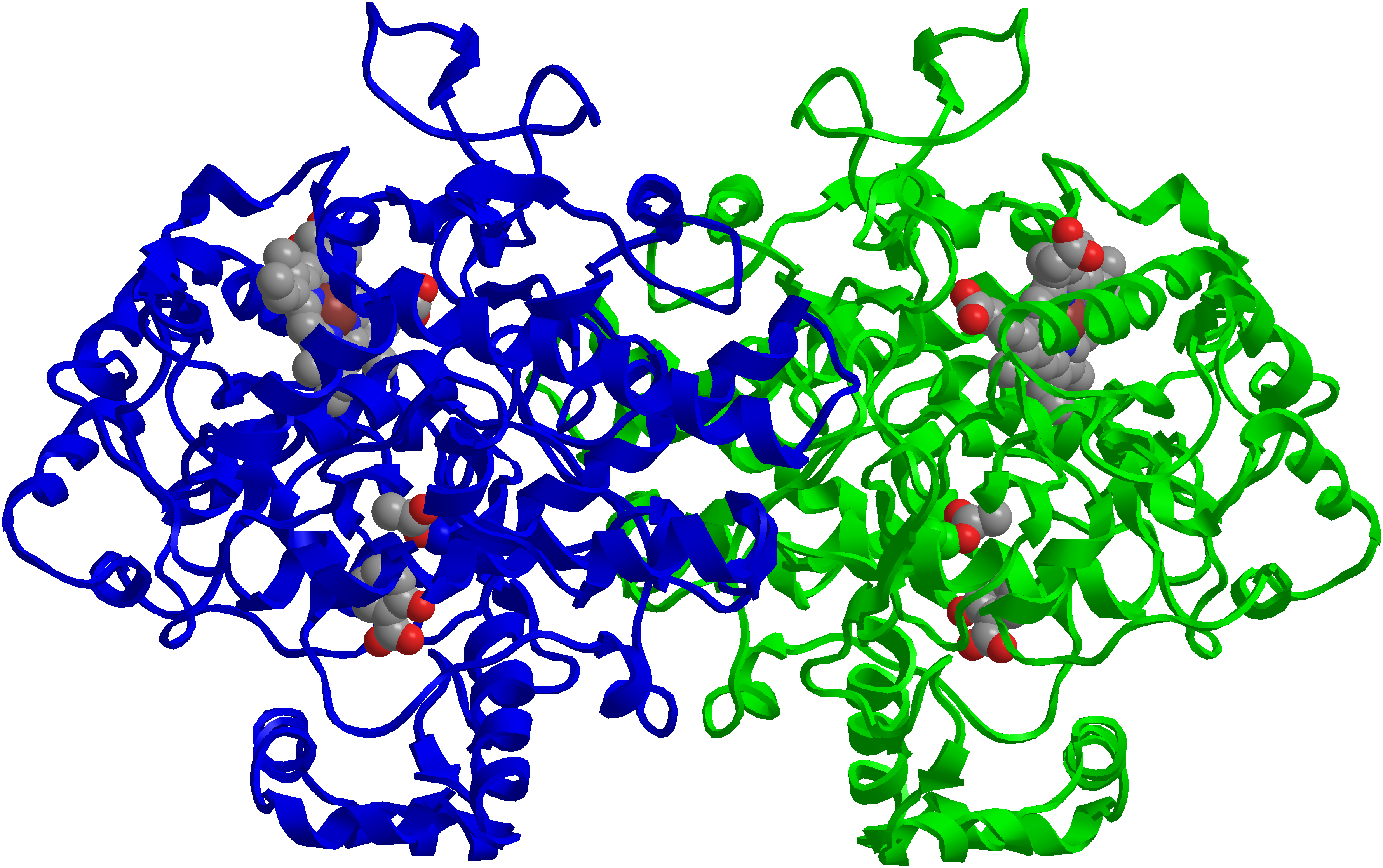
Cấu trúc của COX-2 đã bị aspirin khử hoạt tính

Năm 1971, nhà dược lý học người Anh John Robert Vane làm việc cho Đại học Ngoại khoa Hoàng gia ở Luân đôn, đã chỉ ra rằng aspirin có tác dụng ngăn chặn sản xuất prostaglandin và thromboxane. Với khám phá này, ông đã nhận được giải thưởng Nobel về lĩnh vực Y học năm 1982 và được phong tặng tước Hiệp sĩ.
Sở dĩ aspirin có khả năng ức chế tổng hợp prostaglandins và thromboxanes là do nó cạnh tranh và khử hoạt tính của men cyclooxygenase (COX). 

### Tác dụng chống viêm

#### Đặc điểm tác dụng chống viêm
- Tác dụng lên hầu hết các loại viêm không kể nguyên nhân.
- Chỉ ở liều cao mới có tác dụng chống viêm.
- Thuốc có tác dụng lên thời kỳ đầu của quá trình viêm.

#### Cơ chế
- Ức chế sinh tổng hợp PG do ức chế cyclo-oxygenase (COX) làm giảm tổng hợp PG. Tuy nhiên, Aspirin ức chế cả COX-1 và COX-2 do đó ngoài tác dụng chống viêm, nó cũng có đầy đủ các tác dụng phụ do ức chế PG.
- Thuốc còn làm bền vững màng lysosom do đó hạn chế giải phóng các enzym của lysosom trong quá trình thực bào, nên có tác dụng chống viêm.
- Ngoài ra thuốc còn ức chế các chất trung gian hóa học của quá trình viêm như các kinin huyết tương, ức chế cơ chất của enzym, ức chế sự di chuyển của bạch cầu, ức chế phản ứng kháng nguyên - kháng thể.
- Riêng nhóm salicylat còn làm tăng giải phóng steroid nên làm tăng tác dụng chống viêm.

### Tác dụng hạ sốt
- Tác dụng lên trung tâm: thí nghiệm tiêm thuốc thẳng vào trung khu điều hòa thân nhiệt (nhân Caudatus) thì thấy tác dụng hạ sốt rõ rệt. Thuốc không gây hạ thân nhiệt ở người bình thường.
- Thuốc làm tăng quá trình thải nhiệt như: giãn mạch da, tăng tiết mồ hôi, và không tác dụng trên quá trình sinh nhiệt.
- Thuốc tác dụng trực tiếp lên cơ chế gây sốt: Khi vi khuẩn, nấm, độc tố...(gọi chung là chất gây sốt - pyrogen ngoại lai) xâm nhập vào cơ thể sẽ kích thích bạch cầu sản xuất các chất gây sốt nội tại. Chất này hoạt hóa men cylo-oxygenase (COX), làm tổng hợp PG (nhất là PG E1 và E2) từ acid arachidonic của vùng dưới đồi. PG sẽ gây sốt do làm tăng quá trình tạo nhiệt (rung cơ, tăng hô hấp, tăng chuyển hóa) và giảm quá trình thải nhiệt (co mạch da...). Thuốc hạ sốt do ức chế COX làm giảm tổng hợp PG do đó làm giảm quá trình gây sốt nên có tác dụng hạ sốt. Thuốc không tác động lên nguyên nhân gây sốt nên chỉ có tác dụng điều trị triệu chứng.

### Tác dụng giảm đau

#### Đặc điểm
- Thuốc tác dụng lên các cơn đau nông nhẹ, khu trú hoặc lan tỏa như đau đầu, đau cơ, đau răng, đau khớp. Đặc biệt có tác dụng tốt đối với đau do viêm. Không có tác dụng lên các đau nội tạng như morphine.
- Không gây ngủ, không gây khoái cảm, không gây nghiện.

#### Cơ chế
- Thuốc làm ức chế tổng hợp PG F2α nên giảm tính cảm thụ của các ngọn dây cảm giác với các chất gây đau của phản ứng viêm như bradykinin, histamin, serotonin.
- Tác dụng giảm đau của thuốc Aspirin liên quan mật thiết với tác dụng chống viêm.

### Tác dụng trên tiểu cầu
Trong màng tiểu cầu có chứa nhiều thromboxan synthetase là enzyme chuyển endoperocyd của PG G2/H2 thành thromboxan A2 (chỉ tồn tại trong 1 phút) có tác dụng làm đông vón tiểu cầu. Nhưng ở tế bào nội mạc lại có prostacyclin synthetase là enzyme tổng hợp PG I2 (prostacyclin) có tác dụng đối kháng với thromboxan A2. Vì vậy tiểu cầu chảy trong thành mạch bình thường không bị đông vón. Khi nội mạc mạch bị tổn thương thì PG I2 giảm, mặt khác tiểu cầu tiếp xúc với nội mạc bị tổn thương sẽ giải phóng ra thromboxan A2 đồng thời phóng ra các "giả túc" làm dính các tiểu cầu lại với nhau, đó là hiện tượng ngưng kết tiểu cầu làm cho máu đông lại. 

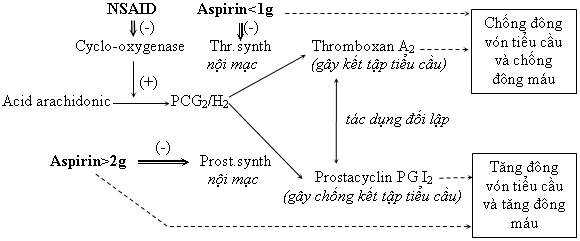
Sơ đồ cơ chế chống ngưng kết tiểu cầu và chống đông máu của aspirin

- Aspirin ở liều thấp (0,3-1g) làm ức chế mạnh cyclooxygennase của tiểu cầu, làm giảm tổng hợp [[thromboxan A2]] (chất làm đông vón tiểu cầu) nên có tác dụng chống kết tập tiểu cầu và chống đông máu.
- Liều cao (>2g) lại ức chế cyclo-oxygenase của thành mạch làm giảm tổng hợp PG I2 (prostacyclin - là chất chống đông vón tiểu cầu) nên có tác dụng ngược lại làm tăng kết tập tiểu cầu và tăng đông máu. .[16]

## Tác dụng phụ

### Ngộ độc
- Dùng aspirin quá liều có thể khiến người dùng bị ngộ độc. Tuy nhiên, khả năng tử vong chỉ là chưa đến 1 %.

### Tác dụng trên hệ dạ dày ruột
- Niêm mạc dạ dày ruột sản xuất ra PG (đặc biệt là PGE2), có tác dụng làm tăng tạo chất nhày và có thể là cả kích thích phân bào để thay thế các tế bào bị phá hủy. Như vậy, vai trò của PGE là để bảo vệ niêm mạc đường tiêu hóa. Aspirin ức chế COX làm giảm tổng hợp PG, tạo điều kiện cho HCl và pepsin của dịch vị gây tổn thương cho niêm mạc khi hàng rào bảo vệ bị suy yếu.
- Ngoài ra aspirin còn tác động trực tiếp hủy hoại các tế bào biểu mô tiêu hóa do phần lớn chúng đều là những acid. Aspirin còn ức chế sự phân chia của tế bào biểu mô đường tiêu hóa làm thay đổi lưu lượng máu tới các cơ quan tiêu hóa, làm giảm thiểu các lớp chất cung cấp năng lượng trong các tế bào niêm mạc và hoạt hóa men 5-lipoxygenase làm tăng các Leukotrien - là chất gây hủy hoại tế bào biểu mô của hệ tiêu hóa - gây thủng ổ loét.

Vì vậy phải uống thuốc vào lúc no và không dùng thuốc cho những người có tiền sử loét dạ dày hành tá tràng. Nếu chỉ định Aspirin kéo dài nên kết hợp với Misoprostol (Bd Cytotec, Gastec) viên 200 μg (0,2 mg): đây là dẫn chất tổng hợp tương tự như PGE1 có tác dụng chống loét và tiết dịch vị, còn có tác dụng bảo vệ niêm mạc dạ dày tá tràng đối kháng tác hại của thuốc NSAID; thuốc được chỉ định trong loét dạ dày hành tá tràng tiến triển hoặc để dự phòng tác hại của NSAID trên dạ dày hành tá tràng; liều mỗi ngày 2-4 lần, mỗi lần 1 viên sau ăn.

### Trên hệ tiết niệu
Do ức chế hình thành PGI2 ở thận làm giảm lưu lượng máu nuôi thận, giảm mức lọc cầu thận, giải phóng các renin, ảnh hưởng tới việc di chuyển ion và trao đổi nước, gây nên các rối loạn chức năng tiểu cầu thận, viêm thận mô kẽ, hoại tử nhú thận, suy thận cấp và tăng kali máu.
Liều thấp (1-2g/ngày) làm giảm thải trừ acid uric qua nước tiểu do làm giảm bài xuất chất này ở ống lượn xa. Liều cao (2-5g/ngày) làm đái nhiều urat do ức chế tái hấp thu acid uric ở ống lượn gần. 

### Trên hệ huyết học
Hội chứng xuất huyết, làm kéo dài thời gian chảy máu, có thể gây ra hiện tượng xuất huyết dưới da do ức chế ngưng kết tiểu cầu. 

### Với thai phụ
Dễ gây quái thai ở 3 tháng đầu, ở 3 tháng cuối có thể làm tăng thời gian mang thai vì ức chế PGE, PGF (là chất gây tăng co bóp tử cung), đồng thời có thể ảnh hưởng chức phận của thai nhất là tuần hoàn và hô hấp.

## Áp dụng điều trị

### Chỉ định và liều lượng
- Giảm đau[18] đối với các chứng đau nhẹ và vừa, hạ sốt: liều 1-3g/24h, chia làm 4-6 lần uống lúc no. Trẻ em 6-15 tuổi ngày 0,3-0,9g chia 3-6 lần. Trẻ em <6 tuổi 25–30 mg/24h chia 3-6 lần.
- Chống viêm: liều cao từ 4-5 g/24h. Trẻ em: 80–100 mg/kg/24h chia 3-4 lần. Được chỉ định cho hầu hết các chứng viêm khớp và viêm ngoại vi khác.
- Phòng và điều trị huyết khối do kết tập tiểu cầu: dùng liều thấp, ngày uống 3 lần, mỗi lần 0,5g. Được chỉ định trong các bệnh lý có rối loạn huyết động như: bệnh lý van tim, bệnh mạch vành, bệnh giãn tĩnh mạch ngoại vi...
- Điều trị Goutte cấp (tăng thải trừ acid uric): liều cao 4-5g/24h. (Liều thấp có tác dụng ngược lại).

### Chống chỉ định
- Tiền sử hoặc hiện tại có bệnh lý dạ dày – hành tá tràng.
- Tiền sử dị ứng với ibuprofen hoặc naproxen.
- Bệnh lý đe doạ chảy máu như sốt xuất huyết.
- Chỉ định thận trọng với bệnh nhân viêm thận, suy gan, có cơ địa dị ứng, cao huyết áp.
- Uống aspirin cùng với rượu hoặc các thuốc chống đông làm tăng nguy cơ chảy máu dạ dày.

## Độc tính
- Mặc dù các dẫn xuất của salicylic đều ít độc, dễ uống, nhưng dùng lâu có thể gây "hội chứng salicylê" (salicylisme): buồn nôn, nôn, ù tai, điếc, nhức đầu, lú lẫn.
- Đặc ứng: Phù, mề đay, mẩn ngứa, phù Quick, hen...
- Xuất huyết dạ dày thể ẩn, hoặc thể nặng.
- Nhiễm độc trên 10g aspirin kích thích trung khu hô hấp là thở nhanh và sâu, gây nhiễm alcali hô hấp, sau đó vì áp lực riêng phần của CO2 giảm, mô giải phóng nhiều acid lactic, đưa đến hậu quả nhiễm acid do chuyển hóa (hay gặp ở trẻ em vì cơ chế điều hòa chưa ổn định).
- Liều chết đối với người lớn khoảng 20g.